# Jean-Baptiste Verlooy
Jean-Baptiste Chrysostome Verlooy, ou, en néerlandais, Jan-Baptist Chrysostomus Verlooy (ou Verlooij), né le 22 décembre 1746 à Houtvenne, maintenant une partie de Hulshout, et décédé le 4 mai 1797 à Bruxelles, est un juriste et homme politique des Pays-Bas méridionaux.
Favorable aux idées nouvelles de la Révolution française, il devint, le 18 nivôse de l'an III, le premier maire (bourgmestre) de Bruxelles élu selon les nouvelles lois. En outre, il était franc-maçon.

## Biographie

### 1746-1766: ascendance et enfance
Un document officiel, portant la date précise du 21 juin 1720, témoigne du fait que son grand-père, Jan Verlooy (vers 1657-1723), était un notaire royal et héréditaire (« conincklyck ende erfelyck notaris »). Le grand-père Jan occupa le poste de secrétaire à Houtvenne ; cette position lui fit acquérir un certain degré de respectabilité, dont la preuve est que l'un de ses petits-enfants, Jan Frans Verlooy, y fit allusion lorsqu'il obtint un notariat à la chancellerie de Brabant en 1775. Dans une évaluation écrite, faite avant sa nomination, on souligne qu'il est né de parents honorables, que son grand-père avait été secrétaire d'Oosterwijk, et que la famille de sa mère a été l'une des plus respectables de la Campine Le grand-père Verlooy fut enterré dans l'église de Houtvenne, ce qui était généralement un privilège réservé aux classes supérieures.
Le père de Jean-Baptiste Chrysostome, Jan Frans Verlooy (1697-1773), était également secrétaire à Houtvenne. S'il est vrai qu'il développait aussi des activités agricoles, ce qui semble être confirmé par le recensement de 1755, il n'était probablement pas en mesure de s'en occuper beaucoup. Cela peut être déduit des centaines de pages in-folio qu'il a écrites au service de sa commune et qui se retrouvent dans les registres des archives municipales de Houtvenne, déposés aux Archives de l'État à Anvers. Il est mentionné plusieurs fois dans le journal des prêtres de Houtvenne, parfois comme « Monsieur le Secrétaire Verlooy » (« De Heer Secretaris Verloy »). La ferme qu'il habitait, appelée le « Kauberg Schrans », était un bâtiment impressionnant. Cette construction en briques rouges, située au nord du village, appartenait au hameau appelé la « Varkensmarkt » ou « de Plein » (le Marché aux porcs ou la Place). Elle était entourée d'un fossé profond. De l'extérieur, elle était contiguë à une chapelle de briques, dédiée à sainte Anne.
Jan Frans Verlooy assuma la responsabilité de son grand ménage. Dix enfants sont nés de son premier mariage avec Anna Maria Meeus (Joanna Elisabeth en 1724, Jan Frans en 1726, Henricus en 1729, Anna Maria en 1730, Anna Catharina en 1732, Jan Frans en 1735, Petrus Antonius en 1737, Anna Barbara en 1740, Ferdinandus Jozef en 1742 et un enfant sans nom en 1743). De son second mariage, conclu avec Anna Wouters le 14 janvier 1744, sont nés huit descendants (Joannes Baptista en 1745, Joannes Baptista Chrysostomus en 1746, Adrianus Ferdinandus en 1748, Frans en 1750, Maria-Theresia en 1752, Adrianus en 1754, Jan Frans en 1756 et Guilelmus Norbertus en 1758). Le deuxième enfant de son second mariage était Jean-Baptiste Chrysostome. Jan Frans Verlooy fut enterré le 1er septembre 1773, sa femme Anna Wouters, le 17 octobre 1764.
Les ancêtres immédiats de Verlooy figurent parmi les notables de leur village.

### 1766-1789: études etTraité sur l'indifférence témoignée à la langue maternelle

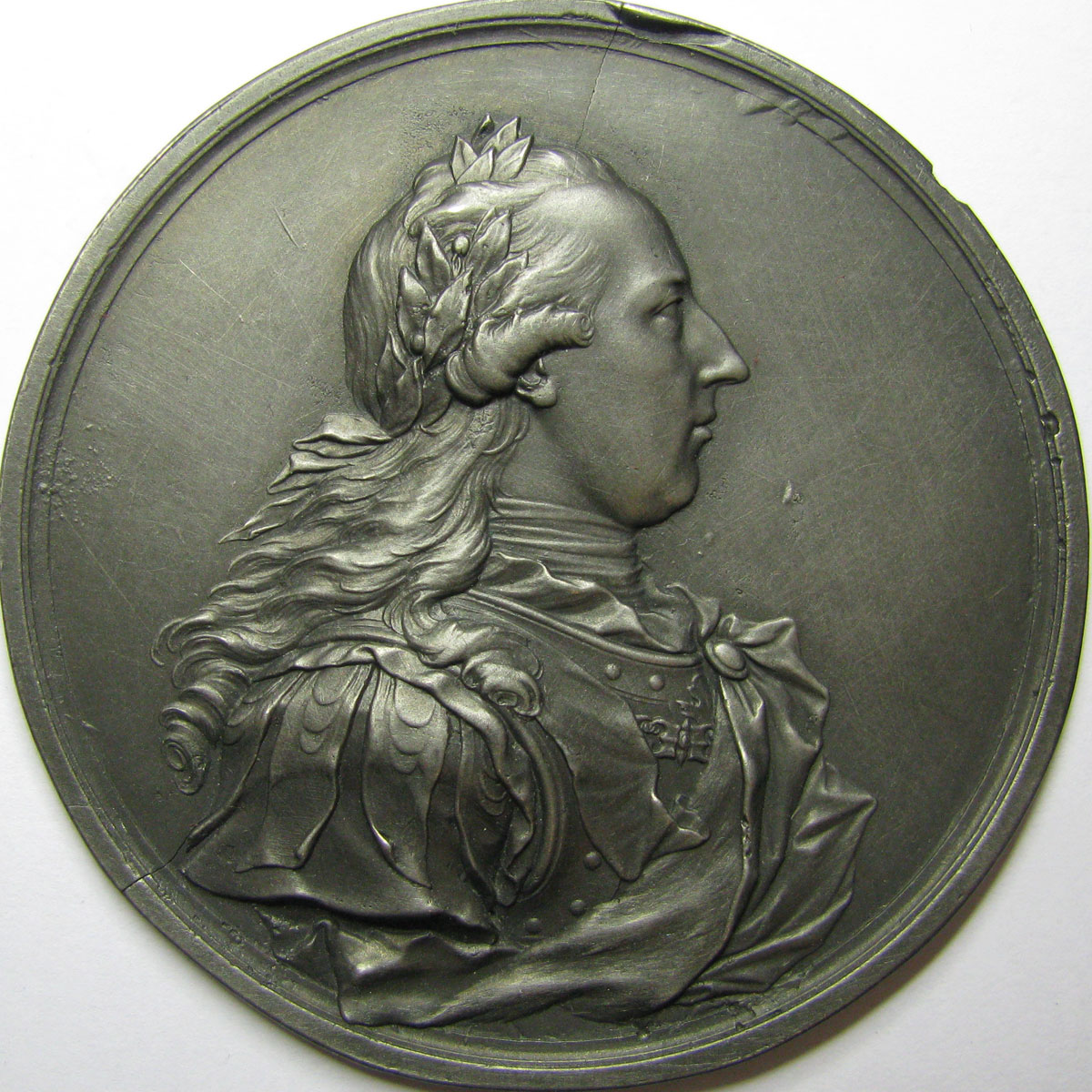
Portrait de l'empereur Joseph II, à qui Verlooy écrivit une lettre en 1785, sur une médaille de Theodoor Victor van Berckel (avant 1790).

En 1766, Verlooy alla étudier le droit à l'université de Louvain. En 1774, il s'installa à Bruxelles, et, un an plus tard, il prêta serment comme avocat au Conseil de Brabant. En 1781, il publia le Codex Brabanticus, un manuel juridique sur les lois en vigueur dans le duché de Brabant. L'étude témoigne de son état d'esprit démocratique et rationaliste ainsi que de son attachement à l'ancien duché de Brabant. En 1785, il écrivit à l'empereur Joseph II, à Vienne, une lettre où il dénonçait le mépris de la langue néerlandaise.
Toutefois, l'étude la plus influente qu'il écrivit à ce sujet parut clandestinement deux ans plus tard : le Traité sur l'indifférence témoignée à la langue maternelle aux Pays-Bas (en néerlandais : Verhandeling op d'onacht der moederlyke tael in de Nederlanden). Son point de vue y est celui d'un patriote et d'un démocrate. Il déplore l'état peu brillant de la culture et des lettres aux Pays-Bas. Il se demande ce que les Pays-Bas peuvent opposer dans le domaine culturel aux Français, aux Anglais, aux Allemands et aux Italiens, car la classe supérieure et les intellectuels, en adoptant la langue française, négligent celle de la population : le néerlandais. Ce processus, initié aux Pays-Bas sous le règne des ducs de Bourgogne, culmina à Bruxelles, où la langue maternelle de 95 % de la population était et demeurait néanmoins le néerlandais. Verlooy remarque que certains Flamands prétendent ne pouvoir parler néerlandais que de façon rudimentaire, faisant semblant d'avoir été éduqués en français. Les écrits d'intellectuels ayant le français comme seconde langue ne peuvent pas rivaliser avec ceux des auteurs pour qui le français est la langue maternelle ; le résultat en est que le style d'écriture des premiers est bien inférieur à celui des derniers. C'est la raison pour laquelle Verlooy considère la langue maternelle, néerlandaise, comme la seule dans laquelle on peut se cultiver et la seule à rendre les gens capables de penser par eux-mêmes. Les gens doivent devenir conscients de leur histoire, de la valeur de leur langue et de leurs anciennes institutions démocratiques. La langue d'un petit peuple peut être prédestinée à un avenir important. L'éveil du sentiment national se traduirait par une renaissance politique. Par conséquent, là où le néerlandais est la langue du peuple, le français cesserait d'être la langue des classes supérieures, des intellectuels et des hommes de science, notamment à Bruxelles. L'interdiction de toute éducation en français devient alors envisageable. Dans l'enseignement inférieur, les fables seraient remplacées par des lectures traitant de l'histoire, des lois et des chartes des Pays-Bas. Dans l'enseignement moyen, les langues française et grecque seraient facultatives, alors que beaucoup de temps serait réservé à l'étude du néerlandais et du latin. Ce programme, dans son ensemble, serait réalisé par une classe sociale puissante et prête à revendiquer ses droits : la bourgeoisie, une classe qui aura à faire valoir tous les droits de sa langue, c'est-à-dire la langue néerlandaise du peuple. Accepter le bien commun comme un critère et vouloir élever la conscience politique du peuple, tout en évoquant les démocraties urbaines des Pays-Bas dans les temps anciens, était, en 1788, une idée tout à fait novatrice, ce qui fait de Verlooy un précurseur anticipant la pensée moderne d'environ un siècle.

### 1789-1792: autour de la révolution brabançonne

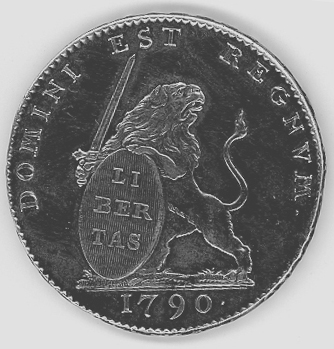
Monnaie des États belgiques unis, représentant le lion de la liberté, tenant un bouclier qui porte l'inscription latine « libertas ».

Pendant la révolution brabançonne, Verlooy faisait partie de la faction la plus libérale des révolutionnaires, connue sous le nom de vonckistes, d'après leur chef, Jan Frans Vonck, qui organisa, habituellement à sa maison, des réunions auxquelles participait un groupe d'avocats ; parmi les membres de ce cénacle figurent Pieter Emmanuel de Lausnay (nl), Martinus J.F. De Brouwer et Willem Willems. Leurs réunions se faisaient en néerlandais.
C'est au printemps de 1789 que Verlooy fonde, avec Vonck, la société secrète Pro Aris et Focis (Pour l'autel et le foyer) afin de préparer une rébellion contre l'empereur Joseph II d'Autriche. À l'automne de 1789, Verlooy devint membre de la « commission de Bruxelles » des « démocrates » (avec J.J. Torfs, Pieter Emmanuel de Lausnay, Jacques-Dominique t'Kint, A. Daubremez, Claude Fisco et De Noter). En fait, c'est Verlooy qui proposa à Vonck d'organiser une société secrète sous le nom de « Pro Aris et Focis », chargée de la libération des provinces belges du despotisme des Habsbourg. Ils organisèrent simultanément la rébellion dans les villes et l'émigration des patriotes. Ceux-ci créèrent ensuite une armée prête à envahir le pays, ce qui devait être le signe d'une révolte générale. Verlooy justifie ses intentions dans un pamphlet, rédigé en néerlandais, où il explique son projet :
« […] trois millions de Belges gémissent dans l'esclavage [...] et parmi ceux-ci se trouvent bien 700 000 hommes en état de se battre et qui sont mécontents ; [...] facilement, on en trouverait 300 000 qui risqueraient leurs biens et leur sang pour la patrie. Mais de même qu'un geôlier peut aisément dompter seul 200 000 prisonniers, parce qu'il les tient séparés, de même, un si petit nombre de militaires, à peine 13 000 hommes, nous tiennent tous séparés et dans l'esclavage. »
Vonck fit traduire les statuts de la société en français, comme ils avaient d'abord été rédigés en néerlandais, et les fit répandre dans toutes les villes wallonnes. Ainsi, l'initiative de Vonck et de Verlooy conduisit d'une irritation muette mais profonde et d'émeutes isolées à une révolution ouverte et organisée.
Dans le Projet raisonné d'union des Provinces-Belgiques, un pamphlet de Verlooy, publié le 21 janvier 1790 et immédiatement saisi par ordre du conseiller procureur général de Brabant, Verlooy plaide pour le suffrage censitaire, n'excluant que quelques citoyens du droit de vote, tout en permettant des élections séparées pour la noblesse et le clergé. Il indique également avec précision que les députés des classes sociales siègeraient ensemble dans un Grand Conseil national. Verlooy devint vice-président de la Société patriotique, fondée dans le but de prendre l'initiative de l'action démocratique. Il signa, immédiatement après Vonck, l’Adresse du 15 mars 1790, réclamant une meilleure représentation de la population dans les États. Sa complicité dans la rédaction de l’Adresse fut la cause de sa fuite : à l'instar de Vonck, il quitta Bruxelles pour Namur, cherchant ensuite un abri temporaire, d'abord à Givet, puis à Lille et finalement à Douai, où il tenta de concilier les deux principales factions de la révolution brabançonne : les statistes, plutôt conservateurs, et les vonckistes, assez libéraux. Il réunit également les démocrates en exil dans une nouvelle société secrète, Pro Patria (Pour la patrie).
Verlooy ne revint à Bruxelles qu'après la restauration du pouvoir des gouverneurs des Habsbourg (Albert de Saxe-Teschen et Marie-Christine d'Autriche).

### 1792-1797: occupation, puis régime français

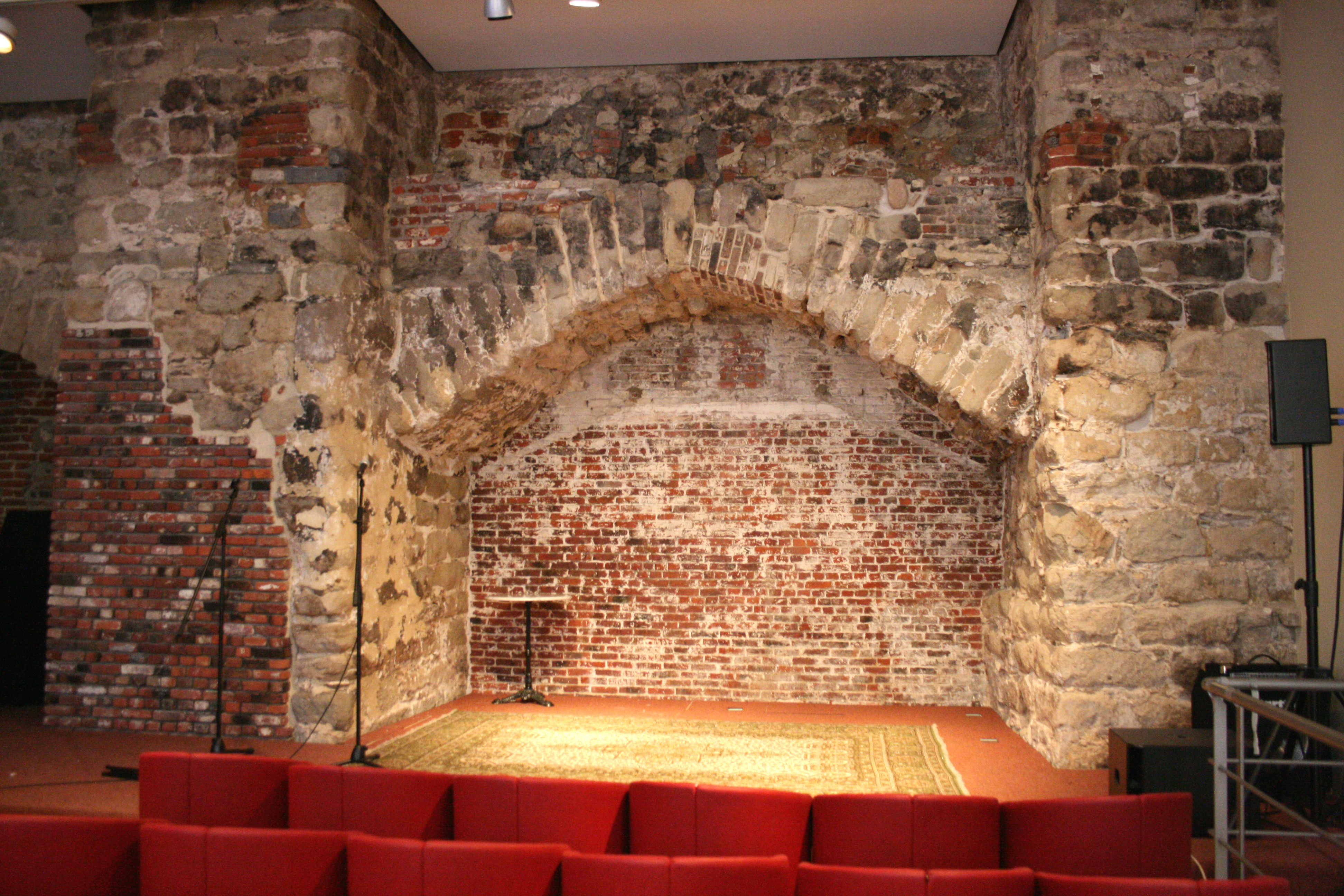
Treurenberg 10, restes de la première enceinte de Bruxelles, où se trouvait, à l'époque de Verlooy, une prison.

Les idées éclairées de Verlooy facilitèrent le choix de collaborer avec les Français pendant leur occupation militaire des Pays-Bas méridionaux. La bataille de Jemappes relança sa ferveur révolutionnaire et il se consacra, et avec passion, à nouveau à la politique. À Bruxelles, il fut élu adjoint provisoire. De plus, il devint l'une des personnes chargées de visiter les prisons pour libérer les détenus pouvant être considérés comme victimes de l'arbitraire ou de « lois gothiques et féodales ». Dans la prison du Treurenberg, l'équipe d'enquêteurs de Verlooy ne rencontra que des prisonniers pour dettes. De surcroît, ils purent s'apercevoir que, dans les maisons d'aliénés, plusieurs personnes étaient détenues pour des raisons inacceptables et non pas pour un quelconque handicap mental. Dans la prison de Vilvorde, on découvrit des prisonniers détenus en raison de condamnations mal fondées,.
En sa qualité de député, Verlooy entra en conflit avec la majorité des députés provisoires de Bruxelles, car il tenait à établir une république belge dans le plus bref délai. Avec d'autres démocrates radicaux, il défendit la création immédiate d'un gouvernement provisoire central, tandis que les démocrates modérés, dirigés par Cornet de Grez, soutinrent l'élection d'une Convention nationale. Les deux parties tentèrent en vain d'obtenir le soutien du général Dumouriez, commandant de l'armée d'occupation française.

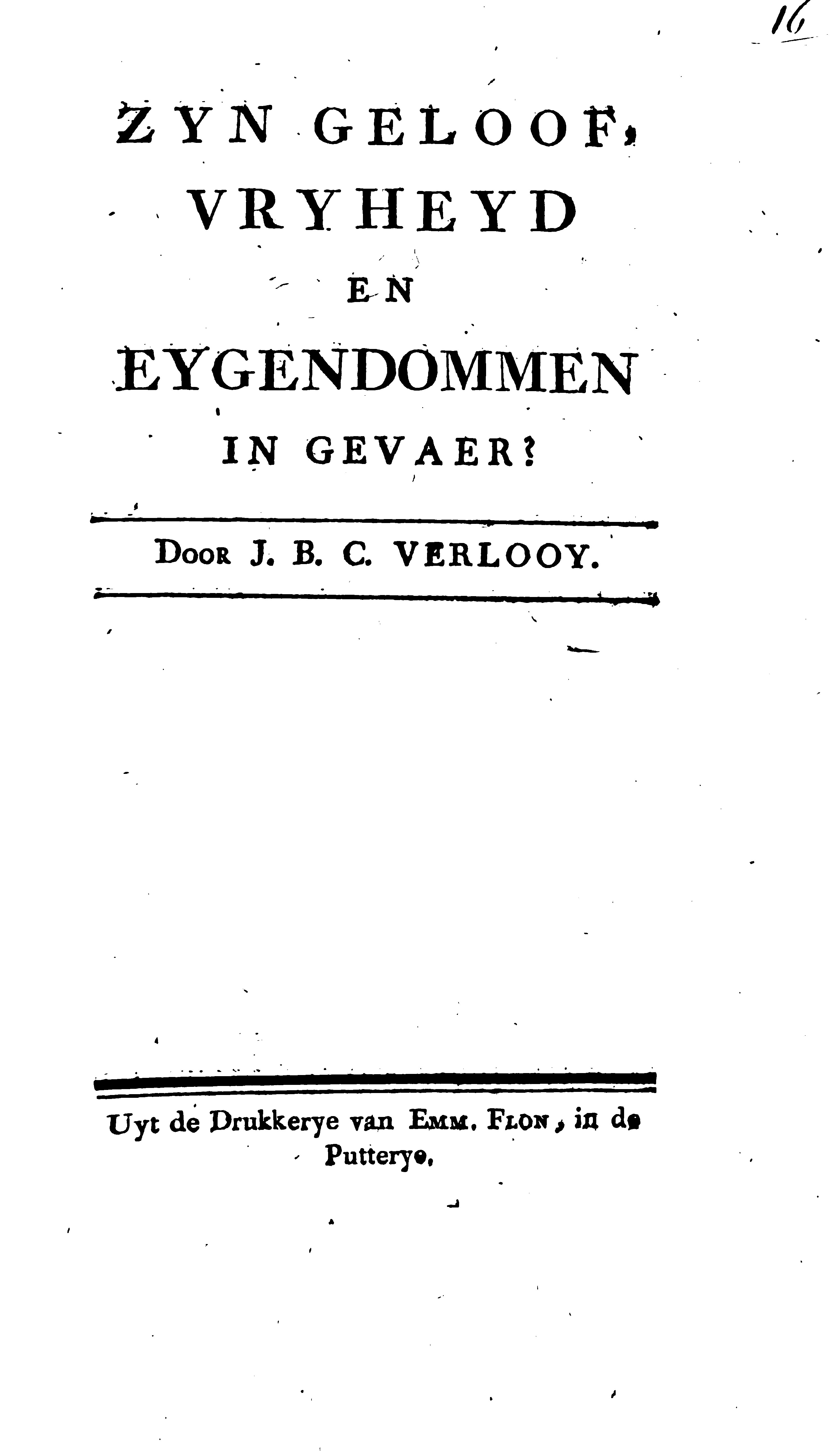
Page de titre du pamphlet Zyn geloof, vryheyd en eygendommen in gevaer? (La foi, la liberté et la propriété, sont-elles en danger ?) de Verlooy, publié en 1793.

Lorsque la fondation d'une république démocratique belge semblait devenue irréalisable, alors que la politique du gouvernement français procéda à l'annexion des Pays-Bas autrichiens, Verlooy lui-même se déclara en faveur de l'union avec la France.
Le 15 janvier 1793, il publia un pamphlet néerlandais de quarante pages, Zyn geloof, vryheyd en eygendommen in gevaer? (La foi, la liberté et la propriété, sont-elles en danger ?), contresigné par le fameux chimiste Jean-Baptiste Van Mons, où il faisait le procès des privilégiés, qu'il croyait être devenus « partisans de l'Autriche » et qui « appellent le retour des Allemands ». Verlooy appuya aussi la politique des révolutionnaires français envers la religion.
En 1795 (18 nivôse an III), il fut nommé maire de la Ville de Bruxelles. Alors que les Français étaient en guerre avec le monde civilisé de l'époque, tout en demandant d'énormes efforts aux Belges, dont ils transformaient simultanément la patrie, Verlooy et ses collègues eurent la tâche ingrate de protéger leurs concitoyens avec courage et dignité contre les abus et les atrocités des nouveaux dirigeants. Verlooy ne sut pas garder longtemps son mandat de maire de Bruxelles : il se retira de la vie publique dès qu'il eut vu à travers la nature réelle du nouveau régime, mais aussi parce qu'il avait des problèmes de santé. Sa santé souffrait déjà au temps où il militait pour Aris et Focis. Il donna sa démission en tant que maire le 10 prairial an III. Le 1er novembre 1795 (10 brumaire an IV), il conduit une délégation de patriotes belges auprès des « représentans [sic] du peuple », c'est-à-dire les commissaires du gouvernement Pérès et Portiez de l'Oise, arrivant en mission en Belgique, afin de « les prémunir contre les abus avec lesquels les nominations aux fonctions publiques s'étaient faites et renouvelées depuis l'entrée victorieuse des troupes républicaines […] ». Nommé juge au tribunal civil du département de la Dyle, le 7 frimaire an IV (28 novembre 1795), Verlooy se vit obligé de refuser cette fonction publique en raison de son état de santé.
Verlooy mourut le 15 floréal an V (4 mai 1797). À Bruxelles, sa mort passa presque inaperçue.

## Notoriété posthume
En 1829, le professeur néerlandais Johannes Matthias Schrant réédita la Verhandeling op het niet achten der moederlijke tael in de Nederlanden, door een Brusselschen advocaat dans le but de défendre la politique linguistique du roi Guillaume Ier des Pays-Bas. Après la révolution belge de 1830, un autre journaliste, Adolphe Levae, blâma Verlooy pour avoir voté l'annexion de la Belgique par la France. Les historiens du mouvement flamand redécouvrirent Verlooy aux environs des années 1900 comme un défenseur hors pair de la langue néerlandaise. Paul Hamelius parle de lui dans son Histoire politique et littéraire du mouvement flamand (achevée en 1894), et Paul Fredericq fait de même dans sa Schets eener geschiedenis der Vlaamsche beweging (Esquisse d'une histoire du mouvement flamand, publiée en 1906).
Défenseur du néerlandais, Jean-Baptiste Verlooy fut considéré, presque par conséquent, comme l'initiateur du mouvement flamand. Si Verlooy était un précurseur du mouvement flamand, son attitude envers la lutte linguistique n'en était pas moins étroitement liée à des opinions et des idées profondément démocratiques. En outre, il considérait non pas la Flandre comme son pays natal, mais bien le Brabant et, à plus grande échelle, l'ensemble des Pays-Bas.

## Œuvres publiées
- (la) Codex Brabanticus, seu corpus juris edictalis Brabantiæ et Limburgiæ: in materiarum quarumque tractatulos, ordine alphabetico dispositos, redactum, simul etiam indicis vice in edictorum Brabanticorum collectiones & alia plura monumenta vulgata perfungens, Bruxelles, typis G. Pauwels, 1781, 476 p.
- (nl) Verhandeling op d'onacht der moederlyke tael in de Nederlanden, Maastricht, 1788, 100 p.
- (fr) Projet raisonné d'union des Provinces-Belgiques, 1790, 28 p.
- (nl) Zyn geloof, vryheyd en eygendommen in gevaer?, [Bruxelles], Emm. Flon, 1793, 40 p.